# La Floresta Andaluza
La Floresta Andaluza fue una publicación periódica editada en la ciudad española de Sevilla entre 1843 y 1844, durante el reinado de Isabel II.

## Historia
Editada en Sevilla, fue impresa en la imprenta de Álvarez y Compañía, en la calle Rosillas 27, y luego en la calle Colcheros nº 30. Su primer número apareció el 1 de abril de 1843 y cesó en julio de 1844. Se publicó al principio con periodicidad diaria, sin embargo el 12 de abril empezó a salir semanalmente, en números de dieciséis páginas, y en enero de 1844 varió de forma y se hizo mensual, con ejemplares de cuarenta y ocho o más páginas. La colección se componía de dos tomos en 4.º, el primero de 248 páginas y el segundo de 336. Daba suplementos con las órdenes y decretos, y regalaba a los suscriptores láminas litografiadas de vistas de Sevilla.
Su director y redactor principal fue José Amador de los Ríos y en sus páginas colaboraron firmas como las de Diego Herrero Espinosa, Javier Valdelomar y Pineda, Manuel López Cepero, Manuel de la Corte y Ruano, Francisco de Borja Pavón, Juan Ceballos, Manuel Le-Roux, Rafael María Baralt, Julián Pellón, José de Oria, José María Fernández, Francisco de Cárdenas, Francisco Rodríguez-Zapata, Fernando Santos de Castro, Manuel Campos y Oviedo, Luis Olona, José María Álava, Ventura Camacho y Carbajo y Juan B. Nouaillac, entre otros.
Su contenido incluía en una primera sección arqueología, historia, biografías y sucesos notables; en una segunda, artes, arquitectura, viajes, astronomía y monumentos; y en una tercera, literatura, críticas, poesías, máximas, leyendas, novelas, causas célebres, revistas musicales, teatros y bibliografía.